# Связь в Чаде
Связь в Чаде (англ. Communications in Chad) — развитие средств связи в Чаде находится в зачаточном состоянии. В стране ещё продолжаются отголоски гражданской войны.

## Телефонные линии

### Выделенные телефонные линии
51 200 (на 2010 год)

Место страны в мире: 161.

### Абоненты мобильной связи
6 231 000 человек (на июль 2016 года)

Место страны в мире: 112.

## Телефония
Общая информация: плохое качество телефонной связи, высокая абонентская плата, не все регионы страны телефонизированы.

Внутренние вызовы: 1 из 1000 человек пользуется выделенной телефонной связью, 25 из 100 человек имеют мобильный телефон.

Международные вызовы: код страны — 235.

## СМИ
1 государственный телеканал; одна государственная радиосеть (Radiodiffusion Nationale Tchadienne) и около 10 частных радиостанций (на 2007 год).

## Интернет

### Интернет-домен
.td

### Интернет-хосты
6 (на 2012 год)

Место страны в мире: 229

### Интернет-пользователи
592 623 (на июль 2016 года)

Место страны в мире: 148